# Protaetia tenuicollis
Protaetia tenuicollis är en skalbaggsart som beskrevs av Mohnike 1873. Protaetia tenuicollis ingår i släktet Protaetia och familjen Cetoniidae. Inga underarter finns listade i Catalogue of Life.